# Кудрявцев, Евгений Аркадьевич
Евгений Аркадьевич Кудрявцев (21 февраля 1898, Санкт-Петербург, Российская империя — 16 июля 1973, Ленинград, РСФСР, СССР) — российский и советский теннисист, 17-кратный чемпион СССР в разных разрядах (в том числе четыре раза в одиночном разряде — 1925, 1927, 1928, 1934), 48-кратный чемпион Ленинграда (в разных разрядах), первый заслуженный мастер спорта СССР среди теннисистов (1934), заслуженный тренер РСФСР (1968).

## Биография
Евгений Кудрявцев родился 21 февраля 1898 года. Начал играть в теннис в 10-летнем возрасте на кортах лахтинского теннисного клуба «Клеверный листок».
Кудрявцев семь раз выступал в финалах чемпионата СССР по теннису и победил в четырёх из них, став, таким образом, четырёхкратным чемпионом СССР (1925, 1927, 1928, 1934). Кроме этого, он восемь раз становился чемпионом СССР в парном разряде и пять раз — в смешанном парном разряде. Он также стал абсолютным чемпионом Всесоюзной спартакиады 1928 года, победив во всех разрядах — одиночном, парном и смешанном. Теннисный турнир спартакиады впоследствии вошёл в статистику в качестве чемпионата СССР по теннису 1928 года.
В 1923—1949 годах Кудрявцев 48 раз становился чемпионом Петрограда/Ленинграда в различных разрядах, в том числе 39 раз на летних чемпионатах (13 раз в одиночном, 15 раз в парном и 11 раз в смешанном парном разряде) и 9 раз на зимних чемпионатах (2 раза в одиночном, 6 раз в парном и 1 раз в смешанном парном разряде).
Семь раз (в 1927—1931, 1933 и 1934 годах) Евгений Кудрявцев возглавлял список сильнейших теннисистов СССР. В 1934 году первым из советских теннисистов стал обладателем почётного звания заслуженного мастера спорта СССР. Постановлением ЦИК СССР от 22 июля 1937 года он был награждён орденом Трудового Красного Знамени. Отличник физической культуры (1948).
Кудрявцев был тренером многих известных советских теннисистов, в том числе Анатолия Бойцова, Валентины Васильевой, Романа Гроднинского, Галины Ивановой, Владимира Кизеветтера, Галины Коровиной, Андрея Лукирского и Владимира Пальмана.
Евгений Кудрявцев скончался 16 июля 1973 года. Похоронен на кладбище «Памяти жертв 9-го января» в Санкт-Петербурге. В 2004 году он был включён в Зал российской теннисной славы.

## Выступления на турнирах

### Финалы чемпионата СССР

#### Одиночный разряд: 7 финалов (4 победы — 3 поражения)
| Результат | №  | Год  | Турнир         | Соперник           | Счёт                     |
| Поражение | 1. | 1924 | Чемпионат СССР | Георгий Столяров   | 6-3, 11-9, 4-6, 4-6, 5-7 |
| Победа    | 1. | 1925 | Чемпионат СССР | Николай Иванов     | 4-6, 6-4, 6-3, 5-7, 6-1  |
| Победа    | 2. | 1927 | Чемпионат СССР | Евгений Ованесов   | 6-1, 6-0, 6-4            |
| Победа    | 3. | 1928 | Чемпионат СССР | Всеволод Вербицкий | 6-4, 6-3, 0-6, 6-4       |
| Поражение | 2. | 1932 | Чемпионат СССР | Эдуард Негребецкий | 6-3, 3-6, 6-8, 2-6       |
| Победа    | 4. | 1934 | Чемпионат СССР | Вячеслав Мультино  | 8-6, 6-2, 6-4            |
| Поражение | 3. | 1936 | Чемпионат СССР | Борис Новиков      | 2-6, 3-6, 1-6            |

#### Парный разряд: 11 финалов (8 побед — 3 поражения)
| Результат | №  | Год  | Турнир         | Партнёр            | Соперники                         | Счёт                    |
| Победа    | 1. | 1924 | Чемпионат СССР | Бруно Шпигель      | Всеволод Вербицкий Н. Коробов     | 6-1, 6-3, 6-3           |
| Победа    | 2. | 1925 | Чемпионат СССР | Василий Косяков    | Александр Правдин Евгений Тихонов | 6-4, 4-6, 8-6, 6-4      |
| Победа    | 3. | 1928 | Чемпионат СССР | Вячеслав Мультино  | Николай Бочаров Евгений Ованесов  | 6-2, 6-2, 6-1           |
| Победа    | 4. | 1932 | Чемпионат СССР | Вячеслав Мультино  | Арчил Мдивани Эдуард Негребецкий  | 2-6, 6-8, 6-1, 6-4, 6-4 |
| Поражение | 1. | 1934 | Чемпионат СССР | Вячеслав Мультино  | Арчил Мдивани Эдуард Негребецкий  | 2-6, 4-6, 5-7           |
| Поражение | 2. | 1936 | Чемпионат СССР | Павел Майданский   | Арчил Мдивани Эдуард Негребецкий  | 4-6, 3-6, 2-6           |
| Победа    | 5. | 1937 | Чемпионат СССР | Эдуард Негребецкий | Борис Новиков Пётр Чистов         | 10-8, 6-0, 4-6, 6-4     |
| Победа    | 6. | 1938 | Чемпионат СССР | Эдуард Негребецкий | Леонид Мищенко Вячеслав Мультино  | 7-5, 6-4, 1-6, 6-1      |
| Победа    | 7. | 1939 | Чемпионат СССР | Эдуард Негребецкий | Евгений Корбут К. Шлее            | 6-4, 6-3, 6-1           |
| Победа    | 8. | 1940 | Чемпионат СССР | Эдуард Негребецкий | Юзеф Гебда Л. Чайковский          | 6-4, 6-1, 6-3           |
| Поражение | 3. | 1946 | Чемпионат СССР | Эдуард Негребецкий | Зденек Зикмунд Николай Озеров     | 6-1, 3-6, 6-3, 2-6, 1-6 |

#### Смешанный парный разряд: 10 финалов (5 побед — 5 поражений)
| Результат | №  | Год  | Турнир         | Партнёрша           | Соперники                          | Счёт           |
| Поражение | 1. | 1925 | Чемпионат СССР | Зинаида Клочкова    | Елена Александрова Евгений Тихонов | 6-8, 6-1, 3-6  |
| Победа    | 1. | 1927 | Чемпионат СССР | Зинаида Клочкова    | Софья Мальцева Всеволод Вербицкий  | 7-5, 6-4       |
| Победа    | 2. | 1928 | Чемпионат СССР | Тамира Суходольская | Тамара Махмуд-Бек А. Дементьев     | 6-0, 6-1       |
| Поражение | 2. | 1932 | Чемпионат СССР | Мария Мейер         | Зинаида Клочкова Вячеслав Мультино | 2-6, 6-8       |
| Победа    | 3. | 1935 | Чемпионат СССР | Мария Мейер         | Зинаида Клочкова Вячеслав Мультино | 6-4, 4-6, 10-8 |
| Победа    | 4. | 1936 | Чемпионат СССР | Татьяна Налимова    | Зинаида Клочкова Вячеслав Мультино | 9-7, 6-4       |
| Победа    | 5. | 1937 | Чемпионат СССР | Татьяна Налимова    | Зинаида Клочкова Вячеслав Мультино | 6-2, 6-2       |
| Поражение | 3. | 1940 | Чемпионат СССР | Галина Коровина     | Тамара Махмуд-Бек Николай Озеров   | 6-8, 5-7       |
| Поражение | 4. | 1944 | Чемпионат СССР | Галина Коровина     | Зинаида Клочкова Николай Озеров    | 1-6, 5-7       |
| Поражение | 5. | 1945 | Чемпионат СССР | Галина Коровина     | Татьяна Налимова Оттомар Алас      | 3-6, 4-6       |

## Награды
- Орден Трудового Красного Знамени (22.07.1937)
- Медаль «За трудовую доблесть» (27.04.1957) — «за успехи, достигнутые в деле развития массового физкультурного движения в стране, повышения мастерства советских спортсменов, и успешное выступление на международных соревнованиях»
- Отличник физической культуры (1948)